# Alvaneu
Alvaneu és un municipi del cantó dels Grisons (Suïssa), situat al districte d'Albula.